# Applications de l'intelligence artificielle
 (10 février 2024).
L'intelligence artificielle (IA), définie comme intelligence présentée par les machines, a de nombreuses applications actuelles et potentielles dans la société et le monde du travail. Depuis 2022, l'IA générative et l'IA dite « faible » (la forme d'IA avec laquelle les programmes sont développés pour effectuer des tâches spécifiques) sont de plus en plus utilisées pour un large éventail d'activités (dont le diagnostic médical, le commerce électronique, le contrôle des robots et la télédétection, la finance, l'éducation, le transport, et plus encore...). Ce brusque développement pose des questions nouvelles.

## L'intelligence artificielle pour le bien
L'intelligence artificielle (IA) peut supprimer de nombreuses tâches répétitives ou peu intéressantes, diminuer le temps de travail et le risque de syndrome d'épuisement professionnel par l'ennui, mais de nombreux chercheurs, observateurs et utilisateurs craignent qu'un usage excessif de l'IA au travail puisse entraîner des suppressions importantes d'emplois, une déqualification progressive des métiers, ou de nouveaux types de frustration professionnelle ou d'appauvrissement cognitif[réf. souhaitée].
Dans ce contexte, est né une approche dite « IA pour le bien » (AI For Good en anglais) par lequel des institutions montrent leur volonté d'employer l'IA pour s'attaquer à certains des plus grands défis économiques et sociaux du monde. Ainsi, l'Université de Californie du Sud a lancé le Centre d'intelligence artificielle dans la société, visant à utiliser l'IA pour résoudre des problèmes socialement pertinents (tels que le sans-abrisme par exemple). À Stanford, des chercheurs utilisent l'IA pour mieux analyser les images satellitaires afin d'identifier les zones où les niveaux de pauvreté sont les plus élevés.

## Agents conversationnels
Les techniques d'interprétation et de production de texte, de son et d'image issues de l'intelligence artificielle permettent la mise an point d'agents conversationnels toujours plus performants.
Plusieurs projets cherchent à simuler des personnes décédées, en intégrant leur voix, leurs tournures de phrases, leurs opinions, certains de leurs souvenirs, dans une base de données, éventuellement constituée de leur vivant.

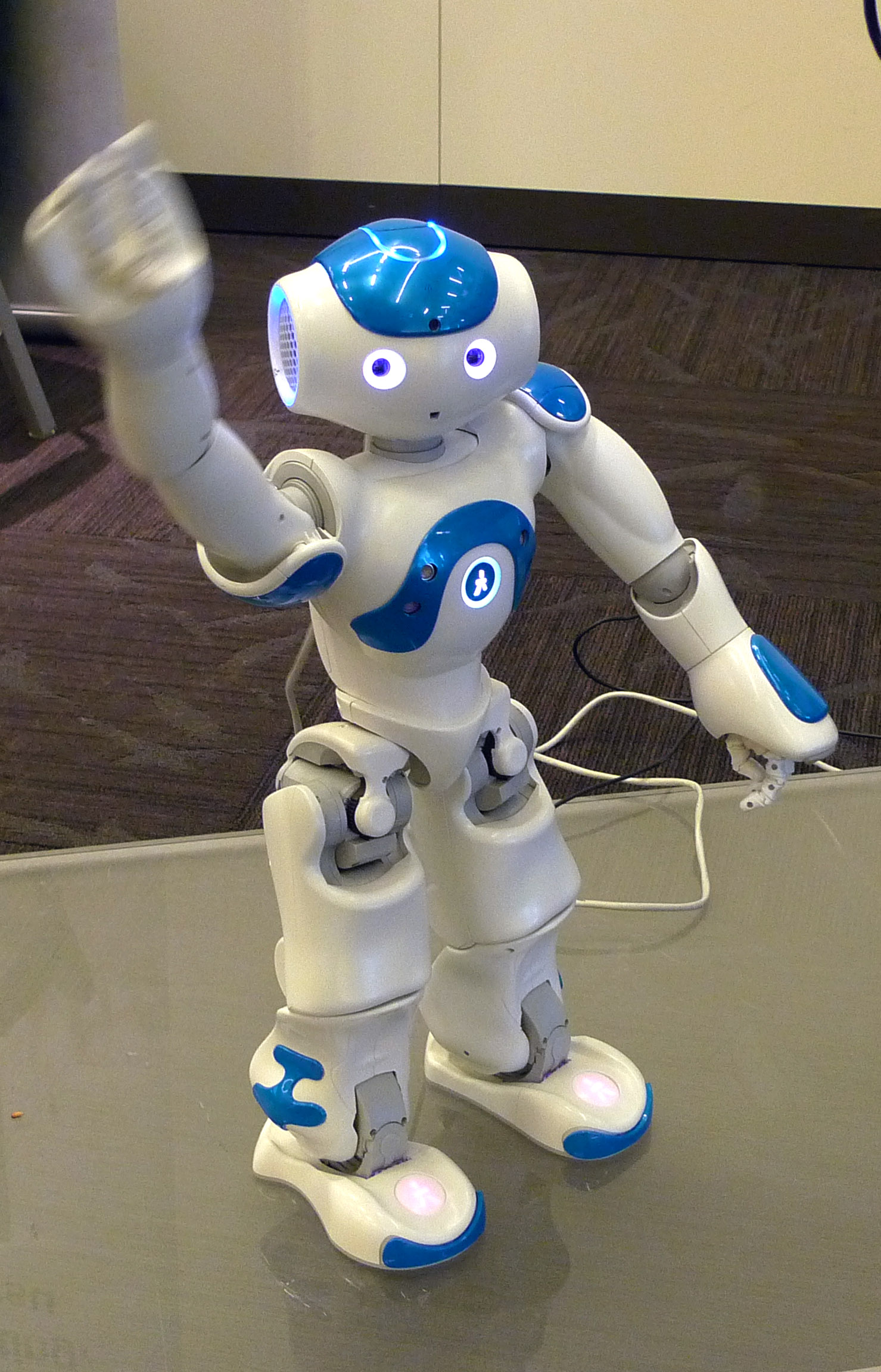
Un robot NAO en 2014.

## Agriculture
L'intelligence artificielle est utilisée dans ce domaine, par exemple pour l'amélioration variétale, phytopharmacie, le machinisme agricole, la gestion des exploitations, etc.,.

## Robotique
La robotique a de plus en plus recours à l'intelligence artificielle, notamment pour la perception de l'environnement (objets et visages), l'apprentissage et l'intelligence artificielle développementale,.
L'interaction homme-robot manque encore de naturel ; c'est un enjeu de la robotique que de permettre à certains robots d'évoluer dans le monde dynamique et social des humains, et d'échanger avec eux de façon satisfaisante.

## Aviation
La Division des opérations aériennes américaine (AOD) utilise l'IA pour les systèmes experts basés sur des règles. L'AOD utilise l'intelligence artificielle comme un opérateur de substitution pour les simulateurs de combat et d'entraînement, les aides à la gestion de mission, les systèmes de soutien à la prise de décision tactique et le post-traitement des données du simulateur en résumés symboliques.
L'utilisation de l'intelligence artificielle dans les simulateurs s'avère très utile pour l'AOD. Les simulateurs d'avions utilisent l'intelligence artificielle pour traiter les données provenant des vols simulés. À part le vol simulé, il y a aussi une simulation de guerre aérienne. Les ordinateurs sont capables de trouver les meilleurs scénarios de réussite dans ces situations. Les ordinateurs peuvent également créer des stratégies basées sur l'emplacement, la taille, la vitesse et la force des forces et contre-forces. Les pilotes peuvent recevoir de l'aide en l'air pendant le combat par ordinateur. Les programmes intelligents artificiels peuvent trier les informations et fournir au pilote les meilleures manœuvres possibles, sans oublier de se débarrasser de certaines manœuvres qui seraient impossibles à réaliser pour un être humain. Plusieurs aéronefs sont nécessaires pour obtenir de bonnes approximations de certains calculs afin que les pilotes simulés par ordinateur soient utilisés pour recueillir des données. Ces pilotes simulés par ordinateur sont également utilisés pour former les futurs contrôleurs de la circulation aérienne.
Le système utilisé par l'AOD pour mesurer la performance était le système interactif de diagnostic et d'isolation des défauts, ou IFDIS. Il s'agit d'un système expert basé sur des règles, rassemblant des informations provenant des documents du TF-30 et les conseils d'experts des mécaniciens travaillant sur le TF-30. Ce système a été conçu pour être utilisé pour le développement du TF-30 pour le RAAF F-111C. Le système de performance a également été utilisé pour remplacer les travailleurs spécialisés. Le système a permis aux travailleurs réguliers de communiquer avec le système et d'éviter les erreurs, les erreurs de calcul ou d'avoir à parler à l'un des travailleurs spécialisés.
L'AOD utilise également l'intelligence artificielle dans un logiciel de reconnaissance vocale. Les contrôleurs de la circulation aérienne donnent des instructions aux pilotes artificiels et l'AOD veut que les pilotes répondent aux ATC avec des réponses simples. Les programmes qui intègrent le logiciel de la parole doivent être formés, ce qui signifie qu'ils utilisent des réseaux de neurones. Le programme utilisé, le Verbex 7000, est un programme qui commence à prendre de l'âge et pourrait être amélioré. Les améliorations sont impératives car les ATC utilisent un dialogue très spécifique et le logiciel doit être capable de communiquer correctement et rapidement à chaque fois.
L'AIDA, conception assistée par intelligence artificielle, est utilisée pour aider les concepteurs dans le processus de création de conceptions conceptuelles d'aéronefs. Ce programme permet aux concepteurs de se concentrer davantage sur le design lui-même et moins sur le processus de conception. Le logiciel permet également à l'utilisateur de se concentrer moins sur les outils logiciels. L'AIDA utilise des systèmes basés sur des règles pour calculer ses données. Ceci est un diagramme de l'arrangement des modules AIDA. Bien que simple, le programme s'avère efficace.
En 2003, le Dryden Flight Research Center de la NASA et de nombreuses autres entreprises ont créé un logiciel qui pourrait permettre à un aéronef endommagé de poursuivre son vol jusqu'à ce qu'une zone d'atterrissage sûre puisse être atteinte. Le logiciel compense tous les composants endommagés en s'appuyant sur les composants non endommagés. Le réseau de neurones utilisé dans le logiciel s'est avéré efficace et a marqué un triomphe pour l'intelligence artificielle.
Le système de gestion intégrée de la santé des véhicules, également utilisé par la NASA, à bord d'un aéronef doit traiter et interpréter les données provenant des différents capteurs de l'aéronef. Le système doit être capable de déterminer l'intégrité structurelle de l'avion. Le système doit également mettre en œuvre des protocoles en cas de dommages subis par le véhicule.
Haitham Baomar et Peter Bentley dirigent une équipe du University College de Londres pour développer un système de pilote automatique intelligent (IAS) basé sur l'intelligence artificielle conçu pour enseigner à un système de pilotage automatique de se comporter comme un pilote expérimenté confronté à une situation d'urgence comme le temps sévère, la turbulence ou la défaillance du système. L'éducation du pilote automatique repose sur le concept d'apprentissage automatique supervisé « qui traite le jeune pilote automatique comme un apprenti humain allant dans une école de pilotage ». Le pilote automatique enregistre les actions du pilote humain générant des modèles d'apprentissage à l'aide de réseaux neuronaux artificiels. Le pilote automatique est alors entièrement contrôlé et observé par le pilote lors de l'exécution de l'exercice d'entraînement.
Le système de pilote automatique intelligent associe les principes de l'apprentissage par démonstration et du clonage comportemental, dans lesquels le pilote automatique observe les actions de bas niveau requises pour manœuvrer l'avion et la stratégie de haut niveau utilisée pour appliquer ces actions. La mise en œuvre de ce système utilise trois phases ; collecte de données pilotes, formation et contrôle autonome. L'objectif de Baomar et Bentley est de créer un pilote automatique plus autonome pour aider les pilotes à répondre aux situations d'urgence.

## Informatique
Les chercheurs en IA ont créé de nombreux outils pour résoudre les problèmes les plus difficiles en informatique. Beaucoup de leurs inventions ont été adoptées par l'informatique grand public et ne sont plus considérées comme faisant partie de l'IA (voir effet IA). Selon Russell & Norvig en 2003, tous les éléments suivants ont été initialement développés dans les laboratoires d'IA : le partage du temps, les interprètes interactifs, les interfaces utilisateur graphiques et la souris d'ordinateur, les environnements de développement rapide, les listes des structures de données, la gestion automatique du stockage, la programmation symbolique, la programmation fonctionnelle, la programmation dynamique et programmation orientée objet.
L'IA peut être utilisée pour créer une autre IA. Par exemple, vers novembre 2017, le projet AutoML de Google visant à développer de nouvelles topologies de réseaux neuronaux a créé NASNet, un système optimisé pour ImageNet et COCO[Quoi ?]. Selon Google, les performances de NASNet ont dépassé toutes les performances d'ImageNet précédemment publiées. AutoML peut effectuer des prédictions et rationalise automatiquement l'ensemble du processus d'apprentissage automatique depuis le chargement des données, la modélisation et la sélection de modèles. Il a parcouru de nombreux modèles d'apprentissage automatique et a automatiquement sélectionné le meilleur modèle en fonction des valeurs d'erreur les plus faibles : déviance résiduelle moyenne, erreur quadratique moyenne (RMSE), erreur quadratique moyenne (MSE), erreur absolue moyenne (MAE), racine moyenne quadratique erreur logarithmique (RMSLE) 

## Éducation
Certaines entreprises créent des robots pour enseigner des sujets aux enfants, allant de la biologie à l'informatique, bien que ces outils ne soient pas encore répandus. Il y a également eu une augmentation des systèmes de tutorat intelligents (STI) dans l'enseignement supérieur. Par exemple, un STI appelé SHERLOCK enseigne aux techniciens de l'armée de l'air américaine à diagnostiquer les problèmes de systèmes électriques dans les aéronefs. Un autre exemple est la Defense Advanced Research Projects Agency (DARPA) américaine également, qui a utilisé l'IA pour développer un tuteur numérique afin de former ses recrues de la marine en compétences techniques en un temps plus court.[réf. nécessaire] Les universités ont tardé à adopter les technologies de l'IA en raison d'un manque de financement ou d'un scepticisme quant à l'efficacité de ces outils, mais dans les années à venir[Quand ?], davantage de classes utiliseront des technologies telles que les STI pour apporter un complément aux cours des enseignants[réf. incomplète].
Les avancées dans le traitement du langage naturel, combinées à l'apprentissage automatique, ont également permis le classement automatique des tâches ainsi qu'une compréhension des besoins d'apprentissage individuels des étudiants. Cela a conduit à une explosion de la popularité des MOOC, ou Massive Open Online Courses, qui permet aux étudiants du monde entier de suivre des cours en ligne. Les ensembles de données collectés à partir de ces systèmes d'apprentissage en ligne à grande échelle ont également permis l'analyse de l'apprentissage, qui sera utilisée pour améliorer la qualité de l'apprentissage à grande échelle. Des exemples en sont la prédiction des élèves qui risquent d'échouer et l'analyse de l'engagement des élèves.

## Économie

### Finance

#### Tradingalgorithmique
Le Trading algorithmique implique l'utilisation de systèmes d'IA complexes pour prendre des décisions commerciales à des vitesses supérieures à celles de tout humain, réalisant souvent des millions de transactions par jour sans aucune intervention humaine. Les systèmes de négociation automatisés sont généralement utilisés par les grands investisseurs institutionnels.

#### Analyse de marché et exploration de données
Plusieurs grandes institutions financières ont investi dans des moteurs d'IA pour les aider dans leurs pratiques d'investissement. Le moteur IA de BlackRock, Aladdin, est utilisé à la fois au sein de l'entreprise et auprès des clients pour les aider à prendre des décisions d'investissement. Son large éventail de fonctionnalités inclut l'utilisation du traitement en langage naturel pour lire du texte tel que des nouvelles, des rapports de courtier et des flux de médias sociaux. Il mesure ensuite le sentiment sur les entreprises mentionnées et attribue un score. Des banques comme UBS et Deutsche Bank utilisent un moteur AI appelé Sqreem (modèle de réduction et d'extraction séquentielle quantique) qui peut extraire des données pour développer des profils de consommateurs et les associer aux produits de gestion de patrimoine qu'ils souhaiteraient le plus. Goldman Sachs utilise Kensho, une plate-forme d'analyse de marché qui combine le calcul statistique avec le traitement des données volumineuses et du langage naturel. Ses systèmes d'apprentissage automatique extraient des données accumulées sur Internet et évaluent les corrélations entre les événements mondiaux et leur impact sur les prix des actifs. L'extraction de l'information, qui fait partie de l'intelligence artificielle, est utilisée pour extraire des informations du fil d'actualités en direct et pour faciliter les décisions d'investissement.

#### Finances personnelles
Plusieurs produits qui émergent utilisent l'IA pour aider les gens avec leurs finances personnelles. Par exemple, Digit est une application alimentée par l'intelligence artificielle qui aide automatiquement les consommateurs à optimiser leurs dépenses et leurs économies en fonction de leurs propres habitudes et objectifs personnels. L'application peut analyser des facteurs tels que le revenu mensuel, l'équilibre actuel et les habitudes de dépenses, puis prendre ses propres décisions et transférer de l'argent sur le compte d'épargne. Wallet.AI, une start-up montante à San Francisco, construit des agents qui analysent les données qu'un consommateur laissera derrière lui, des check-ins de Smartphone aux tweets, pour informer le consommateur de son comportement de dépenses.

#### Management de porte-feuille
Les Robots-conseillers sont de plus en plus largement utilisés dans l'industrie de la gestion des investissements. Les Robots-conseillers fournissent des conseils financiers et la gestion de portefeuille avec une intervention humaine minimale. Cette catégorie de conseillers financiers travaille sur la base d'algorithmes conçus pour développer automatiquement un portefeuille financier en fonction des objectifs d'investissement et de la tolérance au risque des clients. Il peut s'adapter aux changements en temps réel du marché et calibrer en conséquence le portefeuille.

#### Souscription
Un prêteur en ligne, Upstart, analyse de vastes quantités de données sur les consommateurs et utilise des algorithmes d'apprentissage automatique pour élaborer des modèles de risque de crédit qui prédisent la probabilité de défaillance d'un consommateur. Leur technologie sera accordée aux banques afin qu'elles puissent tirer parti de leurs processus de souscription.
ZestFinance a également développé sa plateforme ZAML (Zest Automated Machine Learning) spécifiquement destinée à la souscription de crédit. Cette plate-forme utilise l'apprentissage automatique pour analyser des dizaines de milliers de variables traditionnelles et non traditionnelles (des transactions d'achat à la façon dont un client remplit un formulaire) utilisées dans l'industrie du crédit pour évaluer les emprunteurs. La plate-forme est particulièrement utile pour attribuer des scores de crédit à ceux qui ont des antécédents de crédit limités, tels que les millennials.

### Industrie lourde
Les robots sont devenus courants dans de nombreuses industries et on leur attribue souvent des emplois considérés comme dangereux pour les humains. Les robots se sont révélés efficaces dans des tâches très répétitives qui peuvent conduire à des erreurs ou à des accidents en raison d'un manque de concentration et d'autres emplois que les humains peuvent trouver dégradants.
En 2014, la Chine, le Japon, les États-Unis, la République de Corée et l'Allemagne représentaient ensemble 70 % du volume total des ventes de robots. Dans l'industrie automobile, secteur particulièrement automatisé, le Japon possède la plus forte densité de robots industriels au monde : 1 414 pour 10 000 salariés.

### Ressources humaines et recrutement
Une autre application de l'IA est dans la gestion des ressources humaines (RH) et le domaine du recrutement. L'IA est utilisée de trois façons par les professionnels des ressources humaines et du recrutement. L'IA est utilisée pour filtrer les CV et classer les candidats en fonction de leur niveau de qualification. L'IA est également utilisée pour prédire le succès des candidats dans des rôles donnés grâce à des plates-formes de recherche d'emploi. Et maintenant, l'IA déploie des robots de discussion qui peuvent automatiser les tâches de communication répétitives.
De 2016 à 2017, la société de biens de consommation Unilever a utilisé l'intelligence artificielle pour filtrer tous les employés de niveau d'entrée. L'IA d'Unilever a utilisé des jeux exploitant les neurosciences, des entretiens enregistrés et des analyses faciales et de la parole pour prédire le succès de l'embauche. Unilever s'est associé à Pymetrics et HireVue pour mettre au point cette IA et a augmenté les candidatures reçues de 15 000 à 30 000 en une seule année. Le recrutement avec l'IA a également permis à Unilever d'obtenir la réception de candidature la plus ouverte à la diversité et l'inclusion. En outre, le temps d'embauche a été réduit de quatre mois à quatre semaines, permettant d'économiser plus de 50 000 heures de recrutement.
Un autre développement de l'IA est le recrutement de dialogueurs. TextRecruit, une start-up de la Bay Area, a ainsi développé un dialogueur de recrutement baptisé Ari, conçu pour tenir des conversations bidirectionnelles avec les candidats[réf. nécessaire]. Ari automatise l'affichage des offres d'emploi, les ouvertures de publicité, la sélection des candidats, la planification des entretiens et l'entretien des relations avec les candidats au fur et à mesure qu'ils avancent dans l'entonnoir de recrutement. Ari est actuellement proposé dans le cadre de la plateforme d'engagement des candidats de TextRecruit.

## Hôpitaux et médecine

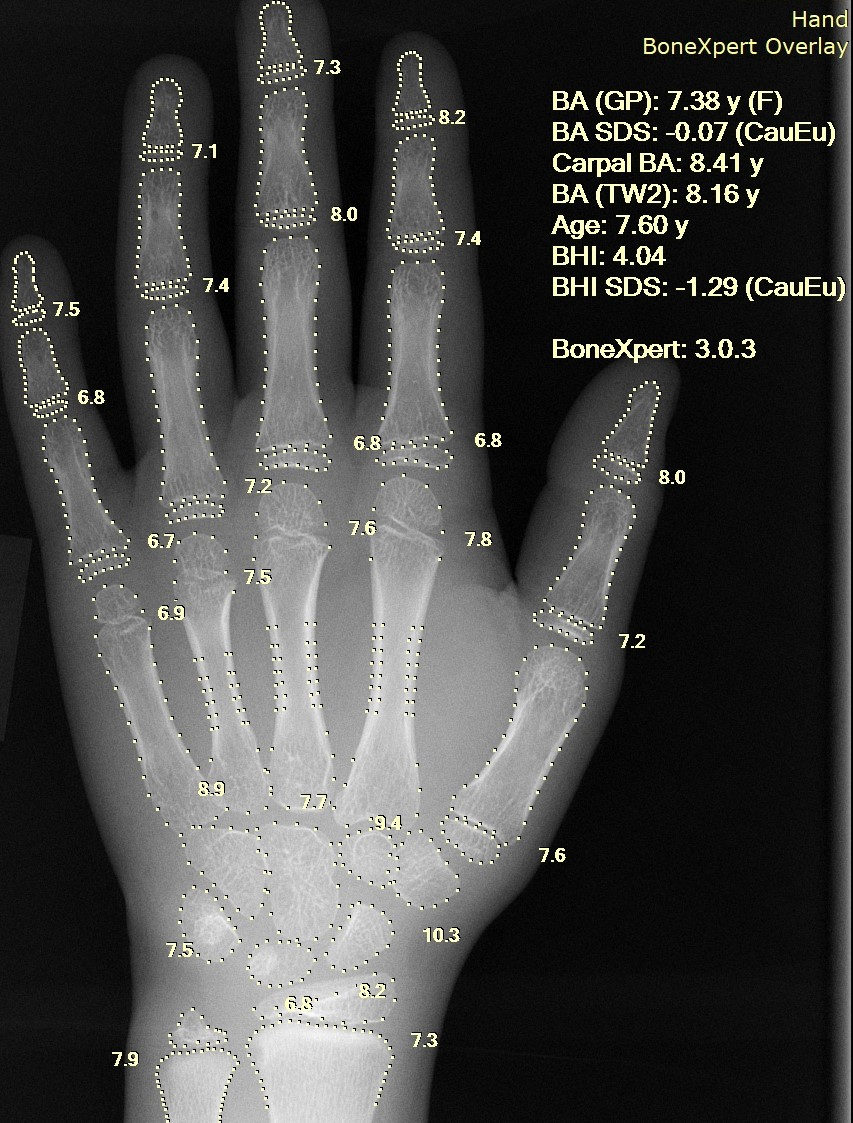
Radiographie d'une main montrant le calcul automatique de l'âge osseux par un logiciel.

Les réseaux de neurones artificiels sont utilisés comme systèmes de soutien à la décision clinique pour le diagnostic médical, comme dans la technologie Concept Processing dans le logiciel EMR.
D'autres tâches en médecine qui peuvent potentiellement être réalisées par intelligence artificielle et qui commencent à être développées comprennent :
- interprétation assistée par ordinateur d'images médicales. De tels systèmes aident à numériser des images numériques, par exemple de la tomodensitométrie, pour des apparences typiques et pour mettre en évidence des coupes ostentatoires, telles que des maladies possibles. Une application typique est la détection d'une tumeur ;
- analyse du son du cœur[26]
- robots compagnons pour les soins aux personnes âgées[27] ;
- dossiers médicaux d'extraction pour fournir des informations plus utiles ;
- concevoir des plans de traitement ;
- aider à des tâches répétitives, y compris la gestion des médicaments ;
- fournir des consultations ;
- création de médicaments[28]
- utiliser des avatars à la place des patients pour la formation clinique[29] ;
- prédire la probabilité de décès par des interventions chirurgicales ;
- prévoir la progression du VIH.

En 2016, on comptait plus de 90 startups d'IA dans l'industrie de la santé travaillant dans ces domaines.
La première solution d'IDx, IDx-DR, est le premier système de diagnostic autonome basé sur l'IA autorisé à la commercialisation par la Food and Drug Administration.
Google DeepMind a également conçu AlphaFold, un système d'intelligence artificielle utilisant l'apprentissage profond qui permet de prédire la façon dont des protéines se replient. Les protéines sont composées de chaînes d'acides aminés et la façon dont elles se replient détermine leur fonction. Cette nouvelle méthode, introduite en 2018 et améliorée en 2020, est nettement plus rapide que les approches traditionnelles et a été décrite comme une révolution dans le domaine de la recherche en biologie,.
En 2023, la version de ChatGPT reposant sur GPT-4 s'est montrée facilement capable d'obtenir le diplôme de médecin aux États-Unis.

## Police et justice

### Police intelligente
Une application concerne le domaine de la prévention des crimes et délits. Certaines polices, comme celle britannique, font développer une IA de ce genre qui pourrait être opérationnelle dès mars 2019.

### Droit
Le droit, dans la perspective de prédire les décisions de justice, d'aider à la décision et de trancher les cas simples.

## Armée
Le domaine militaire utilise de plus en plus l'intelligence artificielle, notamment pour le pilotage automatique, le guidage de missiles, l'identification, le commandement, l'aide à la décision, la cyberguerre et la cyberdéfense, ou encore pour la documentation et les processus administratifs.
Des contenus personnalisés ont été utilisés par le groupe SCL au service du gouvernement américain pour tenter de gagner « les cœurs et les esprits » concernant les guerres en Irak et en Afghanistan. Dès 2015, une IA nommée ALPHA a « systématiquement triomphé d'un pilote de chasse chevronné ». Le projet Maven aux États-Unis, initié en 2017, illustre la course aux armements qui a lieu. En 2018, l'ONU a tenté d'interdire les systèmes d'armes létales autonomes « avant qu'il ne soit trop tard », mais peine encore en janvier 2024 à établir le moindre cadre légal international face aux réticences notamment de la Russie, des États-Unis et d'Israël, le moindre veto pouvant bloquer une proposition. Des drones tueurs pilotés par intelligence artificielle ont été utilisés lors du conflit ukraino-russe. En Israël l'IA Gospel a été utilisée en 2023 pour suggérer des cibles à bombarder. Le 10 janvier 2024, OpenAI a modifié ses conditions d'utilisation. OpenAI continue d'interdire l'usage de ses services tels que ChatGPT à des fins illégales ou de destruction des biens, mais n'interdit plus explicitement les usages militaires.
En France, la force opérationnelle IA du ministère des Armées rend en septembre 2019 un rapport détaillant sa stratégie, qui inclut la création d'une Cellule de coordination de l'intelligence artificielle de défense (CCIAD) rattachée à l'Agence de l'innovation de défense. La loi de programmation militaire prévoit un budget de 700 millions d'euros pour les missions en faveur de l'IA, soit une moyenne de 100 millions par an. La France est opposée aux armes pouvant attaquer des cibles de façon complètement autonome, estimant qu'il est au moins nécessaire de conserver une supervision humaine,.
L'intelligence artificielle générative est parfois utilisée par les institutions militaires pour rédiger plus vite la documentation, mais son adoption est limitée par la confidentialité des données, les réglementations, ou le risque d'erreur et le besoin de vérification. L'IA peut aussi permettre aux fournisseurs (industrie de l'armement notamment) et prestataires de services de répondre plus vite et plus aisément à des appels d'offres ; avec deux inconvénients, encore émergents mais déjà problématiques :
- les militaires recevront probablement un nombre et un volume croissant de soumissions, au risque de submerger une main-d'œuvre (souvent contractuelle) dans les services chargés de l'évaluation (souvent en sous-effectif)[38] ;
- la concurrence pourra être faussée par des réponses rendues plus attrayantes, faites par des candidats en réalité possiblement moins compétents ou moins fiables. Des réponses apparemment satisfaisantes voire brillantes pourraient potentiellement être entachées d'erreurs ou de biais intrinsèquement induits par l'IA générative[38]. « Les soumissionnaires peuvent utiliser des modèles de langage pour optimiser leurs réponses aux exigences gouvernementales et augmenter leurs chances de remporter des contrats, ce qui donne un avantage aux fournisseurs qui utilisent des modèles de langage. Cela pourrait mener à l'attribution de contrats à des soumissionnaires qui ont les meilleurs modèles d'intelligence artificielle, plutôt qu'à ceux qui offrent la meilleure valeur » (pour le gouvernement et la sécurité nationale)[38].

## Médias
Certaines applications AI sont orientées vers l'analyse de contenu multimédia audiovisuel tel que des films, des programmes télévisés, des vidéos publicitaires ou des contenus générés par les utilisateurs. Les solutions impliquent souvent la vision par ordinateur, qui est un domaine d'application majeur de l'IA.
Les scénarios de cas d'utilisation typiques comprennent l'analyse d'images à l'aide de techniques de reconnaissance d'objets ou de reconnaissance faciale, ou l'analyse de vidéos pour la reconnaissance de scènes, d'objets ou de visages pertinents. La motivation pour l'utilisation de l'analyse des médias basée sur l'intelligence artificielle peut être, entre autres, la facilitation de la recherche multimédia, la création d'un ensemble de mots-clés descriptifs pour un élément multimédia, la vérification du contenu média pour un contenu particulier (comme la vérification de la pertinence du contenu pour un temps d'écoute particulier de la télévision), la reconnaissance automatique de la parole à des fins d'archivage ou à d'autres fins, et la détection de logos, produits ou visages de célébrités pour le placement de publicités pertinentes.
Les sociétés d'analyse de média travaillant avec l'IA fournissent souvent leurs services via une API REST qui permet un accès automatique à la technologie à partir de la machine et permet une lecture automatique des résultats. Par exemple, IBM, Microsoft, Amazon et la société d'IA vidéo Valossa permettent d'accéder à leur technologie de reconnaissance multimédia en utilisant des API RESTful.
Des applications sont également envisagées pour mettre à jour automatiquement Wikipédia, en respectant les conventions orthographiques et grammaticales.

## Arts

### Musique
Alors que l'évolution de la musique a toujours été affectée par la technologie, l'intelligence artificielle a permis, à travers les progrès scientifiques, d'imiter, dans une certaine mesure, la composition humaine.
Parmi les premiers efforts remarquables, David Cope a créé une IA appelée Emily Howell qui a réussi à se faire connaître dans le domaine de la musique algorithmique. L'algorithme derrière Emily Howell est enregistré en tant que brevet américain.
À partir de 2009, l'artiste Grégory Chatonsky utilise des réseaux de neurones récurrents pour générer la musique du groupe fictif Capture, qui donne lieu à un projet de recherche-création financé par le FQRSC.
L'IA Iamus a créé en 2012 la première œuvre classique pour piano entièrement composé par un ordinateur.
D'autres projets, comme AIVA (Artificial Intelligence Virtual Artist), se concentrent sur la composition de musique symphonique, principalement pour la musique de film. Il a réalisé une première mondiale en devenant le premier compositeur virtuel à être reconnu par une association professionnelle musicale.
Les intelligences artificielles peuvent même produire de la musique utilisable dans un cadre médical, avec les efforts de Melomics pour utiliser la musique générée par ordinateur pour soulager le stress et la douleur.
De plus, des initiatives telles que Google Magenta, menées par l'équipe Google Brain, veulent savoir si une intelligence artificielle peut être capable de créer un art irrésistible.
Au Sony CSL Research Laboratory, leur logiciel Flow Machines a créé des chansons pop en apprenant des styles musicaux à partir d'une énorme base de données de chansons. En analysant des combinaisons uniques de styles et de techniques d'optimisation, il peut composer dans n'importe quel style.
Un autre projet de composition musicale d'intelligence artificielle, The Watson Beat, écrit par IBM Research, n'a pas besoin d'une énorme base de données comme les projets Google Magenta et Flow Machines, car il utilise l'apprentissage par renforcement et les réseaux profonds de croyances pour composer de la musique sur une simple mélodie d'entrée et un style choisi. Depuis que le logiciel a été ouvert, des musiciens tels que Taryn Southern ont collaboré avec le projet pour créer de la musique.
En juillet 2025 sort un album musical du groupe The Velvet Sundown, entièrement généré par IA, et rencontre un succès inattendu.

### Arts visuels
Dès la fin des années 1980, des artistes s'emparent de l'intelligence artificielle pour donner un comportement autonome à leurs œuvres. Les Français Michel Bret, Edmond Couchot et Marie-Hélène Tramus sont des pionniers, ainsi qu'en témoignent des œuvres comme La Plume et Le Pissenlit (1988), puis La Funambule (2000), animée par un réseau de neurones. L'Américain Karl Sims, en partenariat avec la société Thinking Machines, crée en 1993 Genetic Images, machines incorporant[Comment ?] des algorithmes génétiques. Le couple franco-autrichien Christa Sommerer et Laurent Mignonneau crée depuis le début des années 1990 de nombreuses œuvres dans le champ de la vie artificielle, parmi lesquelles Interactive plant growing (1992) ou A-Volve (1994)[réf. nécessaire]. Le Français Florent Aziosmanoff propose quant à lui de considérer que l'emploi de l'intelligence artificielle dans l'art conduit à l'émergence d'une nouvelle discipline d'expression, qu'il nomme le Living art.
Grégory Chatonsky a créé en 2019 « Terre Seconde », exposée au Palais de Tokyo, qui exploite des réseaux antagonistes génératifs pour créer des images d'une version alternative de la Terre. Il publie en août 2022 Internes, le premier roman en langue française co-écrit avec une intelligence artificielle.
En mars 2018, l'artiste Joseph Ayerle publie la vidéo d'art intitulée Un'emozione per sempre 2.0, dans laquelle il met en scène une Ornella Muti virtuelle, recréée par une intelligence artificielle. Après seulement quelques jours d'entraînement, l'intelligence artificielle est capable d'animer le visage de l'actrice italienne pour réaliser des scènes qu'elle n'a jamais jouées.
Le 23 octobre 2018, la société de vente aux enchères Christie's met en vente le tableau Portrait d'Edmond de Belamy réalisé par une intelligence artificielle à l'aide de réseaux antagonistes génératifs. La peinture est signée par la formule mathématique à l'origine de sa création (« Min (G) max (D) Ex [log (D(x))] + Ez [log(1-D(G(z)))] »). Cette vente soulève de nombreux débats sur son statut de création artistique et sur l'auteur de l'œuvre : il peut être l'intelligence artificielle elle-même ou les trois créateurs qui l'ont programmée.

Une fausse photo du jeune Elon Musk jouant au jeu vidéo Mars Marauder en 1995, générée par l'IA.

L'artiste numérique Solimán López utilise l'intelligence artificielle comme outil pour créer des interactions inédites avec d'autres médias, outils et concepts. En 2019, dans High Meshes, il invente des micro-communautés de personnes réelles scannées en 3D par photogrammétrie. Ces données alimentent un logiciel d'intelligence artificielle qui rassemble les corps en fonction de leurs informations purement numériques sans tenir compte des questions raciales, sexuelles, religieuses, politiques ou culturelles. Dans le projet D.A.I., en 2018, des cartes d'identités de multiples pays sont analysées par une intelligence artificielle et aboutissent à de nouveaux papiers, symbolisant un monde sans frontières.

Dès 2022 apparaissent des modèles d'intelligence artificielle qui sont capables de créer des images réalistes à partir de descriptions textuelles, comme Midjourney, Stable Diffussion et DALL-E,. En mars 2023, des fausses photos d'actualité sont ainsi générées et diffusées sur Internet, mettant en scène des personnalités dans des situations extravagantes (le président Macron ramassant des poubelles, Donald Trump arrêté par des policiers, le pape François habillé en doudoune blanche). Elles deviennent rapidement virales, augmentant les craintes de manipulation de l'opinion. Cela pose aussi des questions de droits d'auteur.
| Image externe |                                                                 |
|               | Fausses photos d'actualité générées par Midjourney (mars 2023). |

### Architecture
Depuis le début des années 2020, les outils de conception architecturale, urbanistique et paysagère computationnelle et assistée par l'IA générative, croisée avec les améliorations du Building Information Modeling (BIM) ont beaucoup progressé,. En amont d'un projet (construction, rénovation), des logiciels intelligents (ex : Aino, SiteAnalysis.ai...) aident à insérer le projet dans son contexte cartographié climatiques, écopaysager, de bâtiments historiques, de réseaux et flux d'énergie, de circulation (et même de risque de criminalité)... L'IA générative avec par ex. Midjourney, Dall-E, Stable Diffusion, Leonardo AI ou Finch 3D (qui détecte certaines erreurs fonctionnelles, positionne du mobilier, et calcule pour chaque variante certains flux, les surfaces, l’empreinte carbone, la lumière du jour...) ou arkdesign.ai (qui optimise les plans de construction en analysant les métadonnées architecturales et en vérifiant leur conformité aux réglementations locales), Interior.AI (pour l'architecture d'intérieur, peuvent aider à mettre en forme ou suggérer une intention architecturale, créer des architectoniques et solutions urbanistiques nouvelles. Elle peut simuler des ambiances selon la météo, l'heure, la saison et les changements de paysages (rendu, modélisations 3D ou 4D, visualisation originales, des jumeaux numériques, etc.), tout en permettant de travailler plus vite et plus efficacement, et en produisant plus de variantes pour un même projet.
Via l'apprentissage profond (deep learning), l'ajustement et l’optimisation des mots-clés, l’IA peut générer et illustrer une grande diversité de scenarii et schémas de conception d’espaces architecturaux. Par ex. D5 Render compatible avec des systèmes de modélisation CAD/BIM tels que Rhinoceros 3D, Revit, SketchUp ou Archicad permet de partir d'un projet préliminaire et lui appliquer des itérations stylistiques. Elle pourrait bientôt être une aide à la décision pour l'écoconception et la conformité des projets aux réglementations actuelle et à venir
Mais certains domaines comme le zonage fonctionnel interne des espaces à construire, la prise en compte de la sociopsychologie des usagers, etc. doivent encore être développés. On s'attend à voir vers le milieu des années 2020 des IA génératives (IAg) dédiées de type "texte-to-BIM" et des formulaires 3D intelligents facilitant encore le travail de l'architecte ; notamment pour les petits cabinets qui n'avaient pas ou peu accès à la R&D et aux technologies avancées. Certains craignent que l'IA remplace un jour le travail des architectes, et d'autres pensent que l’IA soulagera au contraire l'architectes de son travail administratif, en lui permettant de « se concentrer davantage sur les problèmes de conception (...) Cela permettra à une personne dans un petit cabinet de se concentrer sur ce qu’elle aime et ce qu’elle sait faire, c’est-à-dire le design. » Au Royaume-Uni, le Royal Institute of British Architects (RIBA) a produit en 2024 un rapport sur le sujet (basé sur une enquête conduite auprès de plus de 500 de ses membres), et il s'est engagé à suivre et commenter les développements de l’IA via un groupe consultatif d’experts créé en interne.
Plus en aval de la filière (jusqu'à la déconstruction et le réemploi), on retrouvera aussi, possiblement, l'IA dans les systèmes dits intelligents, électroménagers, de communication, de contrôle des flux (énergétiques notamment), de la qualité de l'air intérieur et du confort thermohygrométrique et lumineux dans les espaces intégrant à la fois l’IoT et l’IA

### Littérature
Des romans de plus en plus nombreux sont coécrits avec une IA générative, tels que Internes en 2022 ou 東京都同情塔 (« La Tour de la compassion de Tokyo »), qui a reçu le prix Akutagawa en 2024.

### Vidéo
En février 2024, le modèle Sora d'OpenAI s'est montré capable de générer des vidéos relativement réalistes.

## Actualités, publications et littérature
La société Narrative Science rend disponibles sur le marché des nouvelles et des rapports générés par ordinateur, y compris des résumés d'événements sportifs d'équipe à partir de données statistiques du jeu, en anglais. Elle crée également des rapports financiers et des analyses immobilières. De même, la société Automated Insights génère des récapitulatifs et des aperçus personnalisés pour Yahoo Sports Fantasy Football. La société devrait générer un milliard d'histoire en 2014, après 350 millions en 2013.
Echobox est une société de logiciels qui aide les éditeurs à augmenter le trafic en publiant « intelligemment » des articles sur des plateformes de médias sociaux telles que Facebook et Twitter. En analysant de grandes quantités de données historiques et en temps réel, son logiciel apprend comment des publics spécifiques répondent aux articles à différents moments de la journée. Il choisit ensuite les meilleures histoires à poster et les meilleurs moments pour les poster.
Une autre société, Yseop, utilise l'intelligence artificielle pour transformer des données structurées en commentaires et recommandations intelligents en langage naturel. Yseop est capable de rédiger des rapports financiers, des résumés analytiques, des documents de vente ou de marketing personnalisés à une vitesse de milliers de pages par seconde et en plusieurs langues, y compris l'anglais, l'espagnol, le français et l'allemand.
Boomtrain's est un autre exemple d'IA conçu pour apprendre à impliquer au mieux chaque lecteur avec les articles exacts - envoyés par le bon canal au bon moment - qui seront les plus pertinents pour le lecteur. C'est comme embaucher un éditeur personnel pour chaque lecteur individuel pour organiser l'expérience de lecture parfaite.
Il est possible que l'IA écrive des œuvres dans le futur. En 2016, une IA japonaise a co-écrit une histoire courte et a presque gagné un prix littéraire.

## Service client en ligne et par téléphone

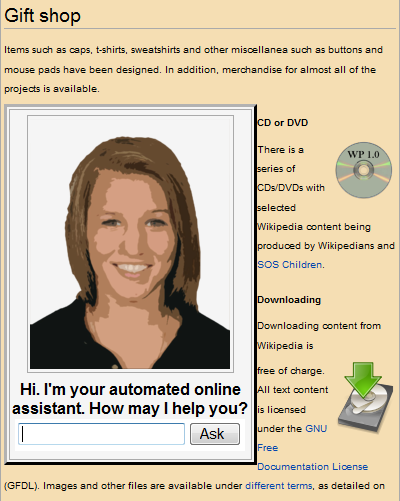
Un assistant en ligne automatisé fournissant un service client sur une page Web.

L'intelligence artificielle est utilisée dans des assistants en ligne automatisés qui peuvent être vus comme des avatars sur des pages Web. Il doit permettre aux entreprises de réduire leurs coûts d'exploitation et de formation. Une technologie sous-jacente de tels systèmes est le traitement du langage naturel. Pypestream utilise un service client automatisé pour son application mobile conçue pour rationaliser la communication avec les clients.
Actuellement, les grandes entreprises investissent dans l'IA pour gérer des clients difficiles à l'avenir. Le développement le plus récent de Google analyse le langage et convertit le discours en texte. La plateforme peut identifier les clients en colère à travers leur langue et répondre de manière appropriée.
Les entreprises ont travaillé sur différents aspects du service à la clientèle pour améliorer cet aspect de l'entreprise.
Digital Genius, une start-up spécialisée dans l'IA, recherche plus efficacement la base de données d'informations (à partir des conversations passées et des questions fréquemment posées) et fournit des instructions aux agents pour les aider à résoudre les requêtes plus efficacement[réf. nécessaire].
IPSoft crée une technologie avec intelligence émotionnelle pour adapter l'interaction du client. La réponse est liée au ton du client, avec l'objectif de montrer de l'empathie. Un autre élément développé par IPSoft est la capacité à s'adapter à différents tons ou langues[réf. nécessaire].
Inbenta est axé sur le développement du langage naturel. En d'autres termes, pour comprendre la signification derrière ce que quelqu'un demande et ne pas seulement regarder les mots utilisés, en utilisant le contexte et le traitement du langage naturel. Un élément de service client que Ibenta a déjà atteint est sa capacité à répondre en masse aux requêtes par e-mail[réf. nécessaire].

## Maintenance des télécommunications
De nombreuses entreprises de télécommunications utilisent la recherche heuristique dans la gestion de leur main-d'œuvre, par exemple BT Group a déployé une recherche heuristique dans une application d'ordonnancement qui fournit les horaires de travail de 50 000 ingénieurs et permettrait ainsi d'économiser 250 millions de dollars par an.

## Jeux
Les années 1990 ont vu certaines des premières tentatives de produire en masse des types d'intelligence artificielle de base destinés à l'éducation ou aux loisirs. Cela a grandement prospéré avec la révolution numérique, et a aidé à initier les gens, en particulier les enfants, à la gestion de différents types d'intelligence artificielle, notamment sous forme de Tamagotchis et Giga Pets, iPod Touch, Internet et le premier robot largement répandu, Furby. Un an plus tard, un type amélioré de robot domestique a été publié sous la forme d'Aibo, un chien robotique avec des caractéristiques intelligentes et l'autonomie.
Des entreprises comme Mattel ont créé un assortiment de jouets compatibles avec l'IA pour les enfants dès l'âge de trois ans. En utilisant des moteurs IA exclusifs et des outils de reconnaissance vocale, ils sont capables de comprendre les conversations, de donner des réponses intelligentes et d'apprendre rapidement.
L'intelligence artificielle a aussi été utilisée depuis longtemps dans la conception de joueurs artificiels pour le jeu d'échecs, mais s'est aussi popularisée dans les jeux vidéo.
Celle-ci bénéficie en effet des progrès de l'informatique, avec par exemple les cartes graphiques dédiées qui déchargent le processeur principal des tâches graphiques. Le processeur principal peut désormais être utilisé pour développer des systèmes d’IA plus perfectionnés. Par exemple, l'intelligence artificielle peut être utilisée pour « piloter » des bots (c'est-à-dire les personnages artificiels) évoluant dans les MMOGs ou les mondes virtuels, mais on peut aussi citer son utilisation dans des jeux de simulation, ou pour animer des personnages artificiels.
Dans le domaine du jeu vidéo, l’IA caractérise toute prise de décision d’un personnage (ou d’un groupe) géré par le jeu, et contraint par l’intérêt ludique : une « meilleure » IA ne donne pas forcément un jeu plus jouable, l’objectif est de donner l’illusion d’un comportement intelligent. L'éventail de sujets (recherche de chemin, animation procédurale, planifications stratégiques…) sont réalisables par des techniques classiques issues de l'IA symbolique (automates, script, systèmes multi-agents…), fortement dépendante de l’expertise humaine. Cette approche est préférée par rapport aux techniques d'intelligence artificielle plus académiques (réseaux de neurones, algorithmes génétiques), car mieux contrôlée. Ces approches partagent toutes les mêmes contraintes de ressources restreintes, que ce soit en mémoire, en temps de développement, ou en temps de calcul, même si globalement ces ressources augmentent plus les projets sont récents. Jusqu'à la fin des années 1990, l’IA dans les jeux vidéo (plus particulièrement dans les jeux de stratégie en temps réel) a été délaissée par rapport au rendu visuel et sonore. L’« évolution vers des univers toujours plus réalistes, leur peuplement par des personnages […] aux comportements crédibles devient une problématique importante ». Pour éviter ce contraste, et coupler dans le même temps au délestage d’une grosse partie de l’aspect graphique des processeurs vers les cartes graphiques, on constate à cette période une augmentation des ressources investies dans l’IA (temps de développement, ressource processeur). Certains jeux sont précurseurs (Creatures, Black and White) car l’IA y constitue l’élément central ludique[réf. nécessaire]. Partant d’une approche à base de règles rigides (du type : « si le joueur a telle position, alors j'exécute telle action »), les jeux utilisent alors des IA plus flexibles, diversifiant les techniques mises en œuvre. Aujourd'hui la plupart des jeux vidéo utilisent des solutions ad hoc, il existe néanmoins des solutions middleware et également des solutions matérielles.
Avec les jeux en réseau, le besoin d’IA a tout d’abord été négligé, mais, particulièrement avec l’apparition des jeux massivement multijoueurs, et la présence d’un nombre très important de joueurs humains se confrontant à des personnages non-joueurs, ces derniers ont un besoin très important de pouvoir s'adapter à des situations qui ne peuvent être prévues. Actuellement ces types de jeux intéressent particulièrement des chercheurs en IA, qui y trouvent un environnement adéquat pour éprouver différentes architectures adaptatives.

## Transports

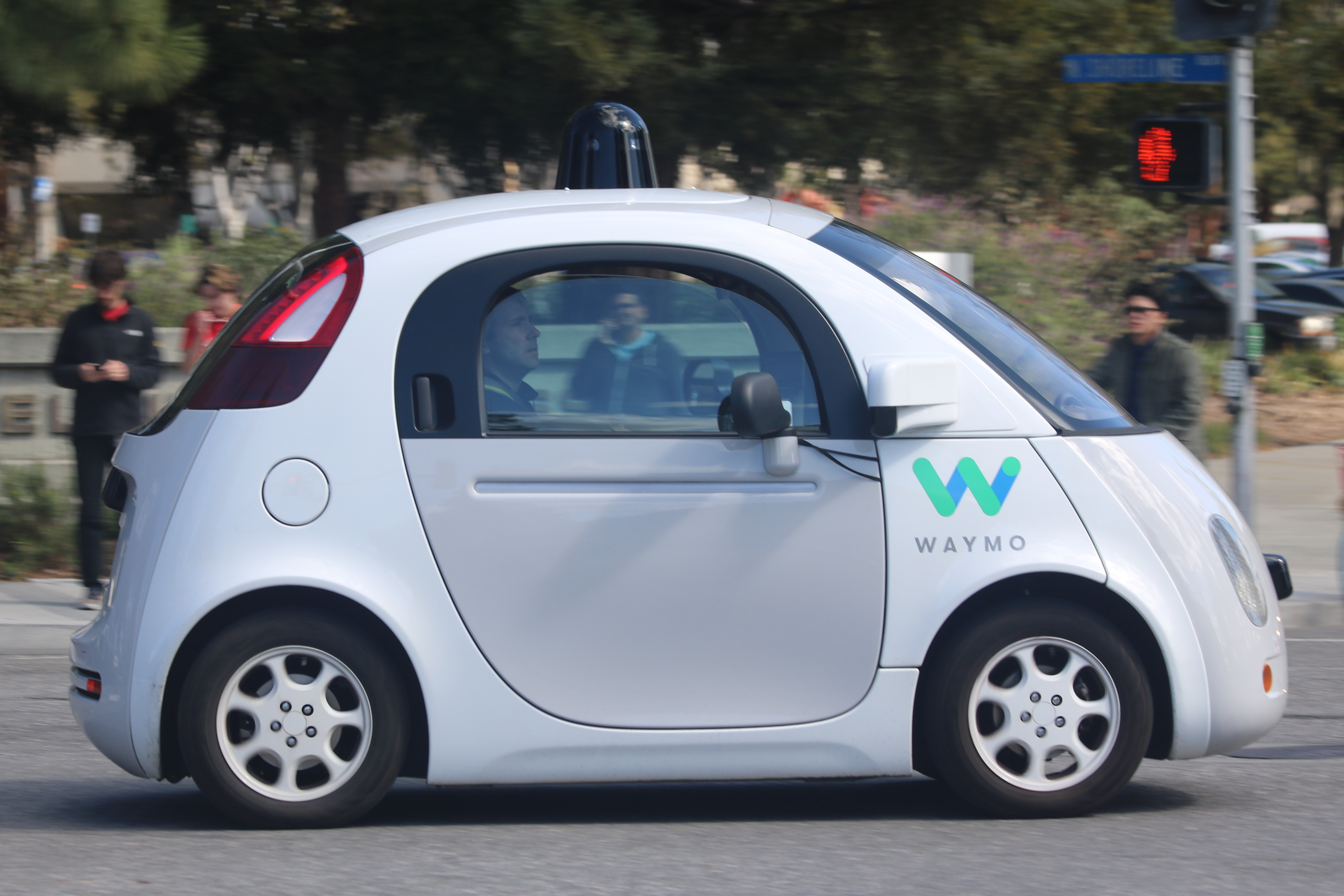
Exemple de véhicule taxi autonome développé par Waymo et en circulation dans plusieurs villes américaines.

Des contrôleurs logiques flous ont été développés pour les boîtes de vitesses automatiques dans les automobiles. Par exemple, l'Audi TT 2006, Volkswagen Touareg et VW Caravell disposent de la transmission DSP qui utilise la logique floue. Un certain nombre de variantes de Škoda (Škoda Fabia) incluent également un contrôleur Fuzzy Logic[réf. nécessaire].
Les voitures d'aujourd'hui ont des fonctions d'aide à la conduite exploitant l'IA, telles que le stationnement automatique et les commandes de croisière avancées. L'intelligence artificielle a été utilisée pour optimiser les applications de gestion du trafic, ce qui réduit les temps d'attente, la consommation d'énergie et les émissions jusqu'à 25 %. À l'avenir, des voitures entièrement autonomes seront développées. L'IA dans les transports devrait fournir un transport sûr, efficace et fiable tout en minimisant l'impact sur l'environnement et les communautés. Le principal défi pour développer cette IA est le fait que les systèmes de transport sont intrinsèquement des systèmes complexes impliquant un très grand nombre de composants et de parties différentes, chacun ayant des objectifs différents et souvent contradictoires[réf. incomplète].

## Autres
Divers outils d'intelligence artificielle sont également largement déployés dans les domaines de la sécurité intérieure, de la reconnaissance vocale et textuelle, de l'exploration de données et du filtrage du courrier indésirable par courrier électronique. Des applications sont également développées pour la reconnaissance gestuelle (compréhension de la langue des signes par les machines), la reconnaissance vocale individuelle, la reconnaissance vocale globale (provenant de diverses personnes dans une pièce bruyante), la reconnaissance faciale pour l'interprétation des émotions et les signaux non verbaux. D'autres applications sont la navigation par robot, l'évitement d'obstacles et la reconnaissance d'objets.[réf. nécessaire]